# Старе Куси
Старе Куси (пол. Stare Kusy, нім. Alt Kußfeld) — село в Польщі, у гміні Пасленк Ельблонзького повіту Вармінсько-Мазурського воєводства.
Населення — 328 осіб (2011).
У 1975-1998 роках село належало до Ельблонзького воєводства.

## Демографія
Демографічна структура станом на 31 березня 2011 року:
|          | Загалом | Допрацездатний вік | Працездатний вік | Постпрацездатний вік |
| -------- | ------- | ------------------ | ---------------- | -------------------- |
| Чоловіки | 169     | 33                 | 119              | 17                   |
| Жінки    | 159     | 31                 | 90               | 38                   |
| Разом    | 328     | 64                 | 209              | 55                   |